# Новини Городнянщини (газета)
«Нови́ни Городня́нщини» — щотижнева суспільно-політична міськрайонна газета міста Городня і Городнянського району. Створена 4 травня 1917 року.
Девіз газети: «Слова зникають, написане — залишається».
«Новини Городнянщини» — єдине періодичне видання, яке виходить на території Городнянського району. Новий номер з'являється щосуботи. Тираж газети становить близько 5 тисяч примірників формату А3. Газета висвітлює суспільне, економічне, політичне життя міста та району, зачіпає актуальні теми обласного та всеукраїнського масштабу.

## Історія
З моменту заснування 1917 року і дотепер газета пережила чимало змін та труднощів. Створення газети припало на період діяльності Тимчасового уряду Російської імперії. Під керівництвом директора чоловічої гімназії В. Л. Миригодова почала видаватися газета під назвою «Известия Городнянского исполнительного комитета». Але в лютому 1918 року газета припинила існування через зміну політичної ситуації.
Створення нового друкованого видання було розпочато більшовиками 7 вересня 1919 року. З 14 вересня 1919 року чотиритисячним тиражем почали виходити щоденні «Известия Городнянского уездного ревкома і уездного комитета КП/б/У».
Городнянські «Известия» активно збирали навколо себе авторський колектив. В одному із оголошень йшлося: «Товариші робітники, селяни, червоноармійці! У вас багато питань, котрі повинні бути висвітлені в пресі. Пишіть про це в нашу робітничо-селянську газету». Наклад газети досягав 4 тисяч екземплярів і поширювався не лише в Городнянському повіті, а й частково в Сосницькому.
На початку 1920 року газета виходила під назвою «Известия Городнянского уездного исполнительного комитета». Однак внаслідок дефіциту паперу регулярно друкувати щоденну газету було неможливо, тому 5 березня 1920 року було прийнято рішення про видання щомісячного журналу «Жизнь Красной Городнянщины».